# Sclerotium aesculi
Sclerotium aesculi är en svampart som beskrevs av Schwein. 1832. Sclerotium aesculi ingår i släktet Sclerotium och riket svampar.   Inga underarter finns listade i Catalogue of Life.